# Káto Karyés (Arcadie)
 (juin 2025).
Káto Karyés (grec moderne : Κάτω Καρυές) est une localité située dans le dème de Mégalopolis, dans le district régional d'Arcadie, dans la périphérie du Péloponnèse, en Grèce.
Selon le recensement de 2021, elle compte 31 habitants.